# Ногара (Верона)
Ногара (итал. Nogara) је насеље у Италији у округу Верона, региону Венето.
Према процени из 2011. у насељу је живело 7066 становника. Насеље се налази на надморској висини од 19 м.

## Становништво
Према резултатима пописа становништва 2011. у општини је живело 8.574 становника.
| 1931. | 1936. | 1951. | 1961. | 1971. | 1981. | 1991. | 2001. | 2011. |
| ----- | ----- | ----- | ----- | ----- | ----- | ----- | ----- | ----- |
| 6.546 | 6.577 | 7.281 | 6.730 | 6.951 | 7.470 | 7.711 | 7.899 | 8.574 |